# Homossexualidade e anglicanismo
O assunto da homossexualidade no anglicanismo é controverso. A maior parte das Províncias da Comunhão Anglicana considera que os atos homossexuais são "incompatíveis com a Escritura" e declara que o casamento e sexo é apenas para casais heterossexuais. Durante a décima-terceira Conferência de Lambeth em 1988, uma resolução foi aprovada declarando que atos homossexuais são "incompatíveis com a Escritura" por uma votação de 526 a 70. No entanto, o documento também continha uma declaração dizendo que esta política não seria a palavra final e que a pesquisa continuaria (As Resoluções de Lambeth não são obrigatórias para as igrejas membros da comunhão anglicana, mas têm considerável autoridade moral). Outras resoluções foram aprovadas, como a Issues in Human Sexuality, aprovada em 1991, que declara que relações estáveis entre pessoas do mesmo sexo são aceitáveis para leigos mas não para o clero.
Em 2003, a Igreja da Inglaterra anunciou a nomeação de Jeffrey John, um clérigo vivendo em uma relação doméstica com outro homem, como bispo de Reading. Tradicionalistas da Igreja se sentiram ofendidos e John sucumbiu à pressão do Arcebispo de Cantuária (que tinha apoiado a nomeação inicialmente) e outros para desistir antes que tivesse sido formalmente eleito. Ele foi então nomeado Deão de Saint Albans. Até o ano de 2004, outras províncias tais quais a Igreja Episcopal dos Estados Unidos, a Igreja Episcopal Anglicana do Brasil, a Igreja Anglicana do México, a Igreja Episcopal da Escócia e a Igreja Anglicana da África Meridional permitiam a ordenação de clérigos homossexuais não-celibatários e a benção de uniões do mesmo sexo. Na Igreja Anglicana do Canadá, seis paróquias na Diocese de New Westminster abençoam uniões entre pessoas do mesmo sexo e o deão Peter Elliott daquela diocese é um homossexual em uma relação compromissada. Um ex vigário homossexual categorizou a Igreja Anglicana como ''homofóbica'' após receber uma carta de seu bispo dizendo que não teria permissão para trabalhar na Igreja.
Em junho de 2018, a Igreja Episcopal Anglicana do Brasil aprovou a celebração de matrimônio entre pessoas do mesmo sexo, se tornando, assim, a terceira Igreja na Comunhão Anglicana a permitir tais tipos de matrimônio. A Igreja Episcopal dos Estados Unidos já reconhece desde 2015 e a Igreja Episcopal da Escócia desde 2017.